# Félix Carnero
Félix Javier Carnero Correa, nacido en Vigo el 1 de junio de 1948, es un exjugador, entrenador y directivo de fútbol gallego. Es padre del también jugador de fútbol Pablo Carnero.

## Trayectoria

### Como futbolista
Se inició en los equipos infantiles de Apache y Amanecer, pasando en categoría juvenil al Celta de Vigo y después al Rápido de Bouzas. Posteriormente regresó al Celta, esta vez al primer equipo. No logra asentarse en el equipo, por lo que en la temporada 68-69 es traspasado al Club Deportivo Castellón por 100.000 pesetas. Permanece en el Castellón por seis temporadas, en las que consigue el ascenso a Primera División y llega a jugar una final de Copa.
En el año 1974 vuelve al Celta, pero el club no completaría una buena temporada y desciende a Segunda División pese a que la actuación de Félix es muy regular, jugando 30 partidos y marcando dos goles. En segunda, en una segunda temporada en la que es el máximo anotador del equipo con nueve tantos, el Celta realiza un gran año consiguiendo el ascenso. Pero en la temporada siguiente volvió a descender y se le dio la baja como jugador, pasando a formar parte del equipo técnico.

### Como entrenador
En la temporada 81-82 desempeñó el puesto de segundo entrenador de Milorad Pavić. Posteriormente se convirtió en el primer entrenador del Celta en la temporada 83-84, tras la dimisión de Luis Cid Pérez, Carriega. Al año siguiente continúa en el puesto, consiguiendo el ascenso a Primera.
Su último año como entrenador fue en la temporada 85-86 siendo substituido por José Luis García Traid en la jornada trece.

### Como directivo
Pasados unos años Félix Carnero ocuparía los puestos de secretario técnico y director deportivo del Celta durante un período largo y fructífero para el club vigués.
Finalmente abandono el club a finales del año 2007 al no contar con el proyecto del nuevo presidente del Celta, Carlos Mouriño, fue substituido por Ramón Martínez. Pasando posteriormente a ser secretario técnico del Cádiz Club de Fútbol de la mano de Arturo Baldasano; permaneciendo en el Cádiz hasta el año 2008.